# Коммунистический комитет Кабинды
Коммунистический комитет Кабинды (порт. Comitê Comunista de Cabinda, CCC) — воинствующая сепаратистская группировка, выступавшая за независимость Кабинды от Анголы. Её возглавляли Кайя Мохамед Яй и Жералду Педру. В 1988 году CCC отделился от Фронта освобождения анклава Кабинда (ФОАК) из-за идеологических разногласий. Перед лицом совместного вторжения в Кабинду в 1991 году МПЛА и УНИТА — ещё недавно непримиримых сторон гражданской войны в Анголе — CCC и ещё три местные сепаратистские группы пытались сформировать единый фронт.